# 릭 로버트
릭 로버츠(Rick Roberts, 1965년 11월 13일 ~ )는 캐나다의 배우이다.
해밀턴에서 태어났다.

## 출연 작품
- 리퍼블릭 오브 도일
- 안젤라스 아이스

- 킬러 크러쉬 (2015년)
- 릴렉스, 아임 프럼 더 퓨처 (2013년) - 퍼시 설리반 역
- 해피엔딩 프로젝트 (2012년) - 존 역
- 언럭키 (2011년) - 하진 역
- 사랑이 부족할 때: 로이스 윌슨 이야기 (2010년)
- 더 리셉션 (2010년)
- 폰티풀 (2008년) - 켄 론니 역
- 더 노트 (2007년)
- 나이트 오브 테러 (2006년)
- 맨 오브 더 이어 (2006년)
- 헌팅 사라 (2005년)
- 미국 대지진 (2005, Descent) - 팔머 드레이크 박사 역
- 엘로이즈의 크리스마스 소동 (2003년) - 브룩스 역
- 타임 투 세이 굿바이? (1997년)
- 문샤인 하이웨이 (1996년)
- 다락방의 정사 (1995년)
- 가면 속의 정사 (1993년)